# Prondines
Prondines é uma comuna francesa na região administrativa de Auvérnia-Ródano-Alpes, no departamento Puy-de-Dôme. Estende-se por uma área de 31,73 km². Em 2010 a comuna tinha 269 habitantes (densidade: 8,5 hab./km²).